# Groupe de Lie compact
En mathématiques, un groupe de Lie compact est un groupe de Lie (réel ou complexe) qui, en tant que groupe topologique, est un groupe compact. Un groupe de Lie réel compact admet une métrique riemannienne invariante par translations à droite et à gauche. La classification des groupes de Lie complexes compacts est connue : ils sont tous commutatifs.

## Groupe de Lie réel compact

### Représentation d'un groupe compact
Un groupe de Lie réel (resp. complexe) compact G est un exemple de groupe compact. En tant que tel, il admet une unique mesure de probabilité invariante par translation à gauche, appelée la mesure de Haar de G. Toute représentation de degré fini du groupe G est équivalente à une représentation unitaire. Plus exactement, pour tout espace vectoriel de dimension finie réel (resp. complexe) V et tout morphisme de groupes continu ρ : G → GL(V), il existe une structure euclidienne (resp. hermitienne) sur V invariante par l'action de G : l'application ρ est à valeurs dans le groupe orthogonal (resp. le groupe unitaire) associé.

### Métrique riemannienne biinvariante
Pour tout groupe de Lie réel connexe G, toute structure euclidienne sur l'espace tangent {\displaystyle {\mathfrak {g}}} de G en l'élément neutre induit par transport des structures une unique métrique riemannienne sur G invariante par translation à gauche. Si le groupe n'est pas commutatif, cette métrique n'a aucune raison d'être invariante par translation à droite.
Si {\displaystyle m_{g}} et {\displaystyle d_{g}} sont les multiplications à gauche et à droite par g et par g−1, par définition, la différentielle en l'élément neutre de {\displaystyle m_{g}d_{g}} est {\displaystyle ad(g)}. Via la correspondance précédente, les métriques riemanniennes biinvariantes sur G correspondent exactement aux structures euclidiennes sur {\displaystyle {\mathfrak {g}}} invariantes par la représentation adjointe.
L'existence d'une structure euclidienne invariante par la représentation adjointe découle précisément des considérations générales sur les représentations.
Pour une telle métrique riemannienne, les multiplications à gauche et à droite sont des isométries riemanniennes. Les sous-groupes à un paramètre sont les géodésiques de G passant par l'élément neutre. Comme G est compact, le théorème de Hopf-Rinow implique l'existence d'une géodésique de l'élément neutre à n'importe quel élément de G. Ainsi :

L'application exponentielle est surjective.
Un groupe de Lie connexe est divisible si (et seulement si ) son application exponentielle est surjective.

## Groupe de Lie complexe compact
- Un groupe de Lie compact complexe G est commutatif.

La représentation adjointe de G est une application holomorphe {\displaystyle ad:G\rightarrow GL_{\mathbf {C} }({\mathfrak {g}})}. Comme G est une variété complexe compacte, l'application ad est constante, égale à sa valeur en l'élément neutre. Par suite, le crochet de Lie sur son algèbre de Lie est trivial donc la loi de groupe est commutative.
Les groupes de Lie complexes compacts G de dimension 1 sont les quotients de C par ses réseaux. Un réseau de C est un sous-groupe additif discret de rang 2.